# Sin rumbo
Sin rumbo es una novela del escritor argentino Eugenio Cambaceres publicada en 1885.

### Argumento
Eugenio Cambaceres es el autor de la obra. El libro narra la historia de Andrés, un joven acostumbrado a vivir a su manera y sin ningún escrúpulo. Un día, cansado del aburrimiento de su hacienda, decide ir a la casucha del puestero y comienza un romance clandestino con la hija del mismo, Donata, a quien deja embarazada. Una vez que lo hace, la abandona y se marcha a la ciudad.
En la ciudad visita frecuentemente el Teatro Colón, en donde conoce a una cantante de ópera llamada Marietta Amorini, la prima donna de Aída. Amorini cede inmediatamente a las insinuaciones de Andrés pero, después de quince días de haber comenzado su apasionado romance, éste se aburre y decide volver a su hacienda en el campo. 
Cuando regresa, ve que la campesina había muerto pero su hija (Andrea) continúa viva, por lo que asume que es hija suya y se hace cargo de ella. De esta forma Andrés comienza a cambiar su modo de vida en beneficio de su pequeña hija.
Pese a su felicidad, un día Andrea enferma de difteria y, muy debilitada, fallece. Andrés, destruido por la tragedia que lo había marcado a él y a su hija, se suicida, dando final a la historia.
Esta novela pertenece a la corriente literaria llamada Naturalismo pero contiene rasgos Realistas y Modernistas.